# Diacono

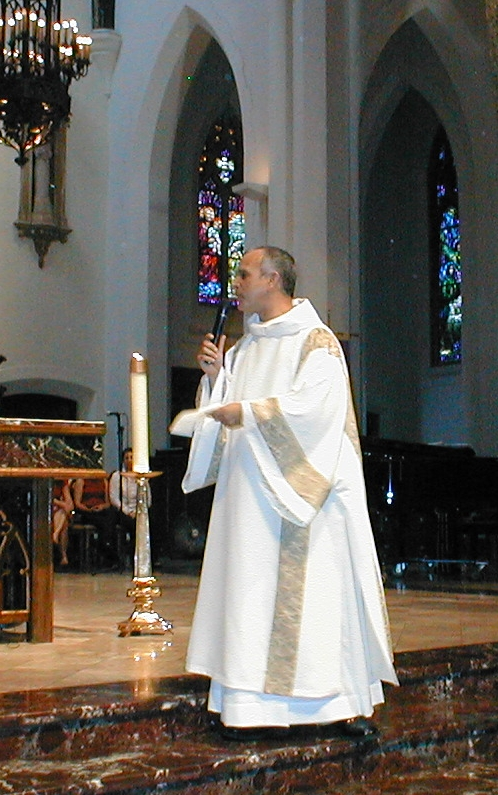
Un diacono della Chiesa cattolica rivestito della dalmatica.

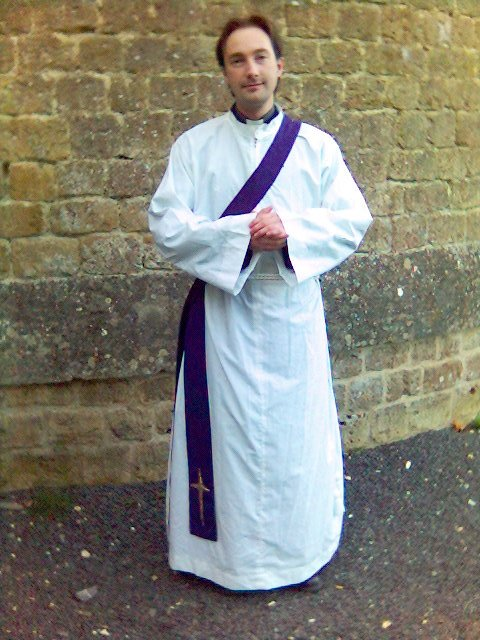
Un diacono anglicano.

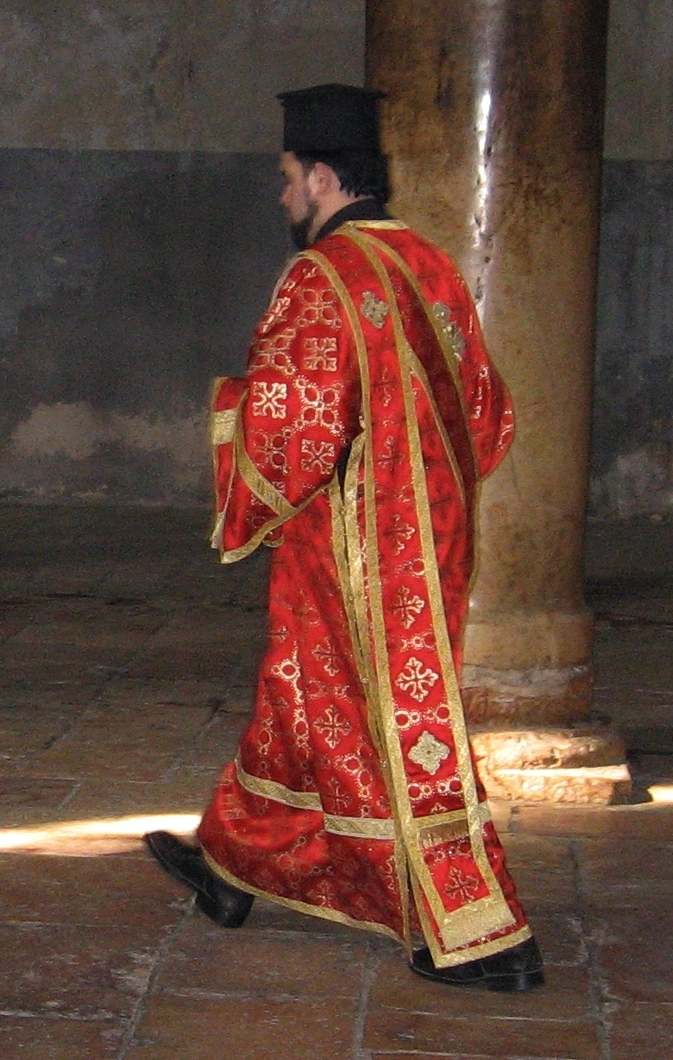
Un diacono ortodosso.

Il diacono è il ministro di culto che ha ricevuto il primo grado del sacramento dell'ordine in alcune confessioni cristiane (cattolica, ortodossa e anglicana).
Nelle Chiese riformate, il diaconato è un ministero riconosciuto e istituito nella comunità locale. I diaconi e le diaconesse fanno parte del concistoro o consiglio di Chiesa, e generalmente hanno il compito di organizzare le attività di solidarietà e assistenza all'interno e all'esterno della Chiesa locale.

## Storia
Nel Cristianesimo primitivo il diacono (dal greco διάκονος - diákonos, ovvero servitore) assolveva a un servizio amministrativo e assistenziale ed era subordinato al vescovo. Nel Nuovo Testamento si trovano almeno due citazioni (Filippesi 1,1; 1 Timoteo 3,8-12) dove si parla dei diaconi, connessi al vescovo.
La parola greca diákonos ricorre circa trenta volte nel Nuovo Testamento, e i relativi diakoneō (‘servire’) e diakonia (‘ministero’) ricorrono nell'insieme altre settanta volte. In sostanza, diákonos è servitore, e spesso servitore alla tavola, o cameriere.
Formatasi la struttura gerarchica, i diaconi furono inferiori solo ai presbiteri e ai vescovi, con funzioni di assistenza di quest'ultimo che li aveva ordinati: distribuivano l'eucaristia, leggevano i testi sacri ed erano dediti alla predicazione.
Significativa è la citazione dei diaconi che nelle Sacre Scritture si ritrova negli Atti 6,1-7, dove vengono presentati 7 uomini di ottima reputazione, ordinati dagli apostoli mediante imposizione delle mani, perché servissero alle mense. Tuttavia dal prosieguo del racconto si comprende che ai compiti pratici si aggiungevano servizi pastorali di maggior rilievo. Stefano, ad esempio, "faceva grandi prodigi e miracoli" e, a causa del suo atteggiamento e della sua predicazione, fu lapidato. Filippo, anch'egli "uno dei sette", era detto "l'evangelista" in quanto missionario e annunciatore del Vangelo (Atti 8,21). Il numero di diaconi posti accanto a un vescovo era tradizionalmente di sette anche in riferimento ad Atti 6,1-7.
Durante il Medioevo si perse questa funzione, e il diaconato divenne per molti secoli unicamente un passaggio temporaneo per raggiungere il sacerdozio.
Con il Concilio Vaticano II è stato ripristinato il diaconato come grado permanente nella Chiesa cattolica latina.

### Donne e diaconato
Nella prima Chiesa cristiana non mancò anche una categoria di diaconesse (Romani 16,1), categoria su cui gli storici da tempo si confrontano per comprenderne meglio le caratteristiche e l'evoluzione all'interno delle varie correnti cristiane.
Diacono infatti era Febe, citata proprio con questo specifico termine dall'apostolo Paolo nella sua Lettera ai Romani: "Vi raccomando Febe, nostra sorella, che è diacono della chiesa di Cencre, perché la riceviate nel Signore, in modo degno dei santi, e le prestiate assistenza in qualunque cosa ella possa aver bisogno di voi; poiché ella pure ha prestato assistenza a molti e anche a me." (Rm 16,1-2). Febe, dunque, non viene solo chiamata 'διακονος' (termine che rimane invariato sia al maschile che al femminile), ma viene chiaramente designata come una persona che – all'interno della sua comunità – riveste un servizio ben definito e autorevole.
Secondo alcuni studiosi «non è sufficiente pensare ad un generico “servizio” (si sarebbe probabilmente usato il verbo “διακονεω”, come in Romani 15,25; o le si sarebbe attribuita una generica “διακονια”, come in 1 Corinzi 16,15), invece bisogna tener presente che con questo termine Paolo solitamente designa se stesso o i suoi collaboratori nell'esercizio del ministero apostolico. Come per quelle ricorrenze si traduce nella maggior parte dei casi con “ministro”- a cui è legato un ruolo di responsabilità e autorità nella chiesa - anche qui coerentemente andrebbe tradotto e compreso allo stesso modo».
Molti altri studiosi rilevano fin dai tempi antichi la diversità del rito di benedizione delle diaconesse rispetto al rito di ordinazione dei diaconi maschi, come rileva anche il canone XIX del concilio di Nicea del 325: «Quanto alle diaconesse in particolare, ricordiamo, che esse, non avendo ricevuto alcuna imposizione delle mani, devono essere computate senz'altro fra le persone laiche»..
L'evoluzione del diaconato femminile è stata condizionata fin dall'inizio dalla definizione del ruolo delle donne all'interno delle comunità cristiane e dalle conseguenti tensioni tra le diverse visioni esistenti in quest'ambito.
L'uso di ciò che rimaneva del diaconato femminile cessò alla fine dell'XI secolo, In alcune chiese protestanti la presenza delle diaconesse è stata ripristinata nel secolo scorso.
La discussione sul diaconato femminile è proseguita. Nel 2003 la Commissione teologica internazionale ha affrontato il problema del diaconato femminile dal punto di vista storico e non ha escluso la possibilità di un suo ripristino. Il cardinal Walter Kasper, in un incontro della Conferenza episcopale tedesca, cui era stato invitato, aprì alla possibilità dell'istituzione delle diaconesse. In realtà, tra i possibilisti del diaconato femminile negli ultimi anni, figurano soprattutto i prelati tedeschi, da mons. Robert Zollitsch, arcivescovo emerito di Friburgo in Brisgovia ed ex presidente della Conferenza episcopale tedesca, a mons. Franz-Josef Bode, vescovo di Osnabrück e già presidente della commissione pastorale della stessa conferenza. Tedesca è anche la Netzwerk Diakonat der Frau, la rete per il diaconato femminile.
Papa Francesco nell'udienza del 12 maggio 2016 concessa in Vaticano all'Unione Internazionale delle Superiore Generali (UISG), in risposta alla domanda di una religiosa, ha annunciato di voler istituire una commissione di studio sul diaconato femminile nella Chiesa primitiva per verificare se e come attualizzare quella forma di servizio, ritenendo che le diaconesse possano rappresentare «una possibilità per oggi». Si tratta della necessità per la Chiesa cattolica di valorizzare il ruolo della donna; per altro, questa valorizzazione, di cui il Papa ha parlato più volte, non va intesa come una forma di «clericalizzazione» delle donne.

## Il diaconato nelle varie confessioni cristiane

### Nella Chiesa cattolica

Stemma araldico di un diacono cattolico.

Il diacono è abilitato a servire il popolo di Dio nel ministero della liturgia, della parola e della carità. Ha la facoltà di presiedere la celebrazione di alcuni sacramenti:
- "partecipa alla celebrazione del culto divino", ad esempio nel Sacramento del battesimo[21]
- è ministro ordinario della santa Comunione (con compiti diversi dall'accolito laico)[22]: San Giustino attesta che nei primi secoli i diaconi amministravano la comunione sotto le due specie eucaristiche[23], mentre intorno al XVIII secolo amministravano solo il Sangue del Signore[24]
- presiede, ai sensi della nota Christi ecclesia del 1988 a cura del Dicastero per il culto divino e la disciplina dei sacramenti e come disposto dalle singole Conferenze episcopali, la "Celebrazione della Parola in attesa del presbitero". Tale Celebrazione assolve il precetto domenicale.[25]
- esercita il ministero della parola, comprendendo la proclamazione del Vangelo e l'omelia;
- è "teste qualificato" ai sensi del canone 1108 nella celebrazione del matrimonio previa delega del parroco (come previsto per i presbiteri che non siano parroco del luogo). Presiede la celebrazione fino alla manifestazione del consenso degli sposi e allo scambio delle fedi nuziali, anche nei matrimoni misti fra una parte cattolica (in quanto battezzata) e una parte battezzanda o non cristiana[26].

Inoltre il diacono può impartire benedizioni di persone, luoghi e oggetti, benedizioni eucaristiche e presiedere il Rito delle Esequie e altre liturgie fuori della Messa. Il diacono non può celebrare la consacrazione eucaristica, che è il momento fondamentale della Messa, sia ordinaria sia in occasione della celebrazione di un altro sacramento (battesimo, confermazione, matrimonio) o esequiale.
Secondo il Catechismo della Chiesa Cattolica, il diaconato è il primo dei tre gradi del sacramento dell'Ordine, e viene conferito per imposizione delle mani da parte di un vescovo, come è d'obbligo anche per i presbiteri e i vescovi.
Soltanto gli ultimi due gradi del sacramento dell'Ordine, vale a dire quelli di presbitero e vescovo, sono di tipo sacerdotale.

A differenza di coloro che sono costituiti nell'ordine dell'episcopato o del presbiterato, il diacono non riceve la missione e la facoltà di agire nella persona di Cristo capo, bensì nella persona di Cristo servo: perciò il diacono non può operare la transustanziazione eucaristica né confessare e assolvere i peccati dei fedeli. Di regola, i diaconi non praticano esorcismi, sebbene si diventi tali in virtù del sacramento dell'ordine e per secoli sia esistito un ordine minore dell'esorcistato, non più conferito dopo il Concilio Vaticano II.
Nelle celebrazioni eucaristiche, presiedute da un presbitero o da un vescovo, la lettura del vangelo è sempre di competenza dei diaconi, se presenti.

#### Diaconi permanenti e diaconi transeunti
Sono detti diaconi transeunti (dal latino transĕo, cioè "passare attraverso") coloro che vengono ordinati diaconi in vista di una futura ordinazione a presbiteri, e che quindi lo sono solo temporaneamente. Sono invece detti diaconi permanenti coloro che scelgono di essere ordinati in quest'ordine per servire la comunità cristiana senza essere ordinati presbiteri.
I diaconi permanenti possono essere ordinati tra i battezzati celibi e anche tra coloro che sono sposati; se però sono celibi, dopo l'ordinazione diaconale non possono più sposarsi. Se sono sposati, è necessario il consenso della moglie, qualora lo preveda la relativa Conferenza Episcopale.
Il canone 281 del Codice di diritto canonico stabilisce che i chierici hanno diritto a un'adeguata remunerazione da parte della Chiesa; tuttavia il medesimo codice, al medesimo canone, dice così del compenso economico che spetta ai diaconi coniugati:
(Codice di diritto canonico, canone n. 281)
Santo patrono dei diaconi permanenti è San Lorenzo. Altro giorno di festa per il diaconato e per i diaconi permanenti e transeunti, è il giorno di Santo Stefano, il 26 dicembre, perché Stefano fu uno dei primi sette diaconi scelti dalla comunità cristiana e fu anche il primo diacono ad essere martirizzato della storia cristiana.

#### Distintivi propri dei diaconi cattolici
I paramenti liturgici del diacono cattolico di rito romano sono la stola diaconale, indossata dalla spalla sinistra al fianco destro, e la dalmatica, utilizzata soprattutto in celebrazioni solenni e che si distingue dalla casula e dalla pianeta per la presenza di maniche. Può anche indossare, in assenza di ministri di ordine superiore, il piviale, per celebrazioni liturgiche fuori della Messa.
Il diacono di rito ambrosiano indossa la stola al di sopra della dalmatica. Nei riti orientali vengono indossate vesti simili, ma non viene usata la dalmatica.
Non è obbligatorio per il diacono portare l'abito talare o il clergyman, ma molti diaconi usano aggiungere come segno al loro vestiario ordinario una spilla raffigurante una croce o, nel caso dell'ordine francescano, un tau.

### Nelle Chiese protestanti
In svariate Chiese protestanti esiste la figura del diacono (e, come si diceva, quella della diaconessa), ma la persona non ha necessariamente funzioni religiose di tipo sacramentale o liturgiche. Ad esempio può amministrare i beni della parrocchia o della diocesi.

#### Nelle Chiese anglicane
Così come nella Chiesa cattolica latina, anche per alcune Chiese anglicane si sta tentando un ritorno della figura del diacono permanente.

### Nelle religioni restaurazioniste

#### Nel Mormonismo
Un ruolo specifico per i diaconi è previsto anche nella gerarchia del mormonismo.

#### Nei Testimoni di Geova
Fra i Testimoni di Geova esiste la figura di Servitore di Ministero (dal greco διάκονος - diákonos, ovvero "servitore"), un ruolo sussidiario a quello degli Anziani di Congregazione (dal greco πρεσβύτερoς - presbýteros, ovvero "più anziano").